# Gouvernement Dhamār
Dhamār (arabisch ذمار, DMG Ḏamār) ist eines der 22 Gouvernements des Jemen. Es liegt im Westen des Landes.
Dhamār hat eine Fläche von 9.495 km² und rund 1.894.000 Einwohner (Stand: 2017). Das ergibt eine Bevölkerungsdichte von 199 Einwohnern pro km².